# 루잉
루잉(陆滢, 1989년 1월 22일 ~ )는 접영을 주종목으로 하는 중국의 수영 선수이다. 2014년 인천 아시안 게임 여자 접영 50m 결승 경기에서 25초83으로 대회신기록을 수립하며 금메달을 확득했다.